# لودفيغ أنتسينغروبر
لودفيغ أنتسينغروبر (بالألمانية: Ludwig Anzengruber)‏ Ludwig Anzengrube (ولد في نوفمبر 1839 في فيينا – ومات في ديسمبر 1889 فيها) هو أديب نمساوي. يعتبر أبرز كاتب مسرحي للمسرحية الشعبية النمساوية على نمط يوهان نيستروي وفرديناند رايموند.
في سن التاسعة عشرة قرر لودفيج أن يكون ممثلا، فرافق أمه مع فرق مسرحية متجولة كممثل مساعد عبر النمسا وكرواتيا والمجر. وحقق نجاحا. ثم استقر في فيينا واهتم بالمسرحيات الشعبية، وكتب بنفسه عدة مسرحيات وقصصا لكنها لم تلاق نجاحا.
ثم بدأ العمل كاتبا في الصحف ومن هذه الصحف فاندرر وكيريكي. ثم قبل العمل كاتبا في قسم شرطة بسبب ضائقته المالية، وأحرق كل أعماله المسرحية الأولى.
ثم وفي عام 1870 حقق نجاحا بمسرحية «قسيس كيرشفيلد» والتي عرضت للمرة الأولى في مسرح فيينا. وجعلت منه تلك المسرحية كاتبا بين مشهورا بين عشية وضحاها. ثم كتب مسرحيات تتسم بالطابع الشعبي الفكاهي وحققت نجاحا كبيرا.
بحيث عرضت مسرحياته على مسارح أوروبا. أم أكثر مسرحياته شهرة في ألمانيا فهي مسرحية «دودة الضمير» في عام 1874. وكتب كذلك مسرحيات تراجيدية منها «يد وقلب» و«الأمر الرابع».
تصنف أعماله ضمن فترة اواخر الواقعية، ومسرحياته تعتبر من أبرز المسرحيات الشعبية الفكاهية على نمط نيستروي ورايموند. كذلك حاول كتابة مسرحيات شعبية ناقدة للمجمتع ومخاطبة أحيانا للمشاعر. ويعرف نفسه بأنه يسعى من وراء أعماله إلى توعية المجتمع وإصلاح آفاته، وبأنه ليبرالي ومناهض للكنيسة.

## روابط خارجية
- لودفيغ أنتسينغروبر على موقع IMDb (الإنجليزية)
- لودفيغ أنتسينغروبر على موقع الموسوعة البريطانية (الإنجليزية)
- لودفيغ أنتسينغروبر على موقع ألو سيني (الفرنسية)
- لودفيغ أنتسينغروبر على موقع أول موفي (الإنجليزية)
- لودفيغ أنتسينغروبر على موقع قاعدة بيانات الفيلم (الإنجليزية)